# Občiny (Havlíčkův Brod)
Občiny (německy Obcžin, název ZSJ Na Občinách) jsou základní sídelní jednotka v katastrálním území Havlíčkův Brod v kraji Vysočina. Nachází se asi 4 km severovýchodně od centra Havlíčkova Brodu. Nedaleko Občin leží čtvrť Vršovice. Je zde registrováno 10 čísel popisných.
V Občinách se nachází dva drobné rybníky a kříž. Do Občin vede zpevněná silnice ze čtvrti Vršovice, nezpevněnými cestami je osada napojena na silnice II/344 a III/3441.